# 존 스미스 (레슬링 선수)
존 윌리엄 스미스(영어: John William Smith, 1965년 8월 9일~)는 미국의 레슬링 선수, 지도자이다. 올림픽에서 2회 연속 금메달, 세계 선수권 대회 4연속 우승을 달성한 가장 위대한 레슬링 선수 중 한 명이다. 현재 오클라호마 주립 대학교 스틸워터 레슬링팀의 감독을 맡고 있다.